# جی‌ان‌تی
جی‌ان‌تی (انگلیسی: GNT) شرکت رسانه‌ای برزیلی است، که در سال ۱۹۹۱ تأسیس شد.